# Олег
Оле́г — (др.-сканд. Helgi, церк.-слав. Ольгъ) мужское русское личное имя древнескандинавского происхождения. Одно из дохристианских династических имён Рюриковичей.

## Этимология
По наиболее распространённой версии, имя, до падения редуцированных звучавшее и записывавшееся как др.-рус. Ольгъ, произошло от древнескандинавского имени Hélgi, Hælgi (Хе́льги). Имя Хельги соотносится с протошведским *Hailaga, субстантивированным прилагательным, ставшим личным именем и имевшим значение «святой» с коннотацией «обладающий даром исцеления», «целитель». Скандинавист Е. А. Мельникова и другие учёные возводят имя к древнескандинавскому прилагательному helgi, heilagr — «священный», «сакральный». Значение здесь могло быть — «посвящённый богам». Из саг известны несколько носителей имени Helgi, время жизни которых датируют VI—IX веками.
Польский языковед Станислав Роспонд в своей работе «Структура и классификация восточнославянских антропонимов» относит имя Олег в ряду других восточнославянских антропонимов «к именным архетипам, не встречающимся где-либо в другом месте». «Некоторые из этих архетипов — пишет Роспонд, — подтверждаются античными источниками… Сюда же следует отнести неправильно признаваемые нордическими формы Олегъ, Ольга, Игорь, Гълѣбъ, Улѣбъ, Дулѣбъ».

## История
В древнерусской истории имя Олег отождествлялось прежде всего с Вещим Олегом, преемником Рюрика, первым Великим князем Киевским. У последующих Рюриковичей оно стало одним из династических имён, закрепившись у черниговских и новгород-северских князей (ветвь Ольговичей). В период раздробленности русских земель Ольговичи часто выступали противниками и соперниками ветви Мономаховичей, представители которой прочно закрепились на Киевском Великом княжении, а позднее — во Владимиро-Суздальском княжестве и Великом княжестве Московском. Имя Олег, как писал В. А. Никонов, стало одиозным в Киеве, а позднее во Владимире и Москве, но было частым в черниговских владениях и связанных с ними уделах (рязанское и муромское княжества). Носителями имени среди Великих князей Рязанских, например, были Олег Ингваревич Красный и Олег Иванович. К XV веку, после утраты независимости этими княжествами, имя окончательно вышло из именника Рюриковичей.
Имя оказалось забытым до второй половины XIX века, когда на волне массового интереса к древнерусской истории, сформировавшегося в русском обществе, оно попало в поле повышенного к нему внимания. Однако оно не использовалось в качестве реального личного имени вплоть до конца XIX века, поскольку Русская православная церковь его не признавала. Имя упоминалось в святцах: ещё в Средние века церковь канонизировала преподобного князя Олега Романовича Брянского, но его крестильным именем являлось Леонтий, а постриг он принял под именем Василий, поэтому церковь не считала мирское имя князя подлинно христианским. Священники, как правило, отказывались крестить новорождённых именем Олег, лишь иногда уступая особо настойчивым родителям. Алла Кторова рассказывала о казусе, случившемся в 1910-е годы в семье высокопоставленного русского военного, настоявшего на крещении своего сына входящим в моду именем Олег. Когда новость о факте крещения дошла до церковных властей, один из иерархов, выражая своё недовольство, резюмировал: «Перекрещивать не потребую, но взыскание на священника наложу» (Парадоксально, но в это время в императорской фамилии уже был носитель имени Олег: так звали одного из сыновей великого князя Константина Константиновича). Сходная ситуация на рубеже XIX—XX веков была и с другими именами, связанными с русской историей (например, с Игорем, Всеволодом) или с русской литературой (см. Светлана).
После Октябрьской революции отпали ограничения в именовании людей, обусловленные православными канонами: стало возможным давать новорождённым любые имена, невзирая на святцы. Имя Олег, таким образом, вернулось в русский именник.

## Распространённость
В первые годы советской власти имя оставалось редким, однако оно быстро набрало популярность. Так, по сведениям, собранным А. В. Суперанской и А. В. Сусловой об именах новорождённых ленинградцев в течение нескольких десятилетий, имя Олег в 1920-е—1930-е годы имело частотность 4 ‰ (то есть выявлялись 4 носителя имени в 1000 учтённых). В дальнейшем отмечался рост частотности: у родившихся в 1940-е—1950-е она составляла 25 ‰, в 1960-е—1970-е — 28 ‰. В 1980-е годы частотность снизилась до 15 ‰; Суперанская и Суслова относили имя к категории имён, получивших ограниченное распространение.
Статистика, подготовленная В. А. Никоновым по именам новорождённых в 1961 году в нескольких регионах центральной России, показывает, что в начале 1960-х годов горожане отдавали предпочтение имени Олег значительно чаще сельчан. Его частотность в областных центрах колебалась от 27 ‰ (в Костроме) и 29 ‰ (во Владимире) до 48 ‰ (в Пензе) и 56 ‰ (в Курске). На селе обнаруживались значительно более скромные цифры. Лишь в сельских районах Костромской области (15 ‰) частотность была сопоставима с городскими значениями. В сёлах других обследованных областей частотность колебалась от 3 ‰ (в Калужской и Курской областях) и 6 ‰ (в Тамбовской и Ульяновской областях) до 8 ‰ и 9 ‰ (в сельских районах Ярославской и Пензенской областей соответственно).

## Именины
20 сентября (3 октября) — день памяти Олега Брянского.